# هوارد ماثيوز
هوارد ماثيوز (بالإنجليزية: Howard Matthews)‏ (29 نوفمبر 1885 في المملكة المتحدة - 9 فبراير 1963 بأولدهام في المملكة المتحدة) هو لاعب كرة قدم بريطاني (وحمل سابقاً جنسية المملكة المتحدة لبريطانيا العظمى وأيرلندا) في مركز حراسة المرمى. لعب مع أولدهام أثلتيك وبورت فايل ونادي تشستر سيتي ونادي هاليفاكس تاون ونادي أوزورتي تاون ‏ وBurton United F.C. ‏.